# Ernie Sabella
Ernie Sabella (ur. 19 września 1949 w hrabstwie Westchester) – amerykański aktor, najbardziej znany z użyczania głosu guźca Pumby w serii Król lew.

## Filmografia

### Filmy
- 1986: Twardziele – recepcjonista hotelowy
- 1988: Postrach nocy 2 – doktor Harrison
- 1994: Król lew – Pumba (głos)
- 1994: Quiz Show – sprzedawca samochodów
- 1995: Współlokatorzy – Stash
- 1997: Przodem do tyłu – Aldo Hopper
- 1997: Polowanie na mysz – Maury
- 1998: Król lew II: Czas Simby – Pumba (głos)
- 1999: Nowi miastowi – kierowca do ucieczki
- 2001: Magiczna gwiazdka Mikiego: Zasypani w Café Myszka – Pumba (głos)
- 2004: Król lew 3: Hakuna matata – Pumba (głos)

### Seriale
- 1982–1984: Cagney i Lacey – taksówkarz (2 odcinki)
- 1983–1984: Knots Landing – Frank Edmunds (2 odcinki)
- 1983–1987: Posterunek przy Hill Street –
  - Paulie (1 odcinek),
  - Paulie Shellcop (1 odcinek),
  - Pauli (2 odcinki)
- 1984: Punky Brewster – Elroy Kramer (1 odcinek)
- 1985: Hardcastle i McCormick – Clyde Whitley (1 odcinek)
- 1985: Zdrówko –
  - Santo Carbone (1 odcinek),
  - Stan (1 odcinek)
- 1986–1987: Larry i Balki – Donald „Twinkie” Twinkacetti (22 odcinki)
- 1987: Świat według Bundych – pan Pond (1 odcinek)
- 1987: Detektyw Hunter – Earnie (1 odcinek)
- 1989: Zagubiony w czasie –
  - Manny (1 odcinek),
  - Sancho Panza (1 odcinek)
- 1990: Świat pana trenera – Ernie (1 odcinek)
- 1991: Murphy Brown – Julian (1 odcinek)
- 1991: Byle do dzwonka – Leon Carosi (6 odcinków)
- 1991: Tata major – Phil (1 odcinek)
- 1992: Kroniki Seinfelda – nagi mężczyzna (1 odcinek)
- 1992: Inny świat – ochroniarz kampusu
- 1994: Szaleję za tobą – Maurice (1 odcinek)
- 1995–1999: Timon i Pumba –
  - Pumba (głos, 85 odcinków),
  - Bampu (głos, 1 odcinek)
- 1998–1999: Brawo, bis! – Leo Wodecki (5 odcinków)
- 1999–2001: Kancelaria adwokacka – Harland Bassett (4 odcinki)
- 2000: Powrót do Providence – Lou Keppler (3 odcinki)
- 2001: Nie ma sprawy – Gary Swirdlock (1 odcinek)
- 2001–2002: Café Myszka – Pumba (głos, 14 odcinków)
- 2003: Świat Raven – pan Petrachelli (1 odcinek)
- 2015: Zaprzysiężeni – Leon (1 odcinek)
- 2016–2019: Lwia Straż – Pumba (głos, 10 odcinków)